# (37647) 1994 ES3
1994 ES3 (asteroide 37647) é um asteroide da cintura principal. Possui uma excentricidade de 0.11347410 e uma inclinação de 13.04673º.
Este asteroide foi descoberto no dia 15 de março de 1994 por Takao Kobayashi em Oizumi.